# QED 竹取伝説
『QED 竹取伝説』（キューイーディー たけとりでんせつ）は、高田崇史による推理小説。QEDシリーズの第6作である。

## 出版履歴
- 2003年：講談社ノベルス、ISBN 4-06-182295-0
- 2006年：講談社文庫、ISBN 4-06-275347-2

## あらすじ
平成7年、織部村で起こって猟奇殺人事件、鷹群山に伝わる笹姫様の伝説、そして、竹取物語の謎を桑原が解き明かす。

## 登場人物
桑原 崇（くわばら たかし）
通称、タタル。萬冶漢方（漢方薬局）勤務の薬剤師。
棚旗 奈々（たなはた なな）
ホワイト薬局勤務の薬剤師。
小松崎 良平（こまつざき りょうへい）
通称「熊つ崎」。現在は下っぱジャーナリスト。

### 関係者
椙山 伸彦（すぎやま のぶひこ）
被害者。斐田村出身。ペンション「バンブー」勤務。22歳。竹槍で腹部を貫かれ、死亡。
三輪田 悟（みわた さとる）
織部村、ペンション「バンブー」のオーナー。50歳。
三輪田 静子（みわた しずこ）
悟の妻。46歳。
三輪田 千里（みわた ちさと）
三輪田夫妻の娘。20歳。被疑者と付き合っていた。
広瀬 世津（ひろせ せつ）
鷹群山のドライヴイン「織部の里」オーナー。70歳。20年前「魔のカーヴ」から転落し、夫を失う。
金森 良介（かなもり りょうすけ）
「織部の里」店長。22歳。
椙山 勝（すぎやま まさる）
伸彦の父。55歳。
椙山 恭子（すぎやま きょうこ）
勝の妻。46歳。
椙山 駿（すぎやま しゅん）
伸彦の兄。6年前、「魔のカーヴ」で、トラックと衝突し死亡。
植草 咲（うえくさ さき）
駿の婚約者。織部村出身。駿とともに、「魔のカーヴ」で死亡。
葉室 達也（はむろ たつや）
織部村出身。28歳。「魔のカーヴ」から転落死。。
上野 美香（うえの みか）
斐田村出身。4年前、「魔のカーヴ」から転落死。
柿原 柳一（かきはら りゅういち）
恭子の兄。22年前、「魔のカーヴ」から転落死。
広瀬 茂樹（ひろせ しげき）
世津の夫。20年前、「魔のカーヴ」から転落死。
檜山 颯介（ひやま そうすけ）
恭子の母・八千代の兄。50年前、鵲橋が焼け落ちた数日後に溺死。
朱知 太一（しゅち たいち）
50年前に失踪した。斐田村出身。

### 警察
岩築 竹松（がんちく たけまつ）
警視庁捜査一課警部。小松崎の叔父。
堂本 素直（どうもと すなお）
警視庁捜査一課巡査部長。岩築の部下。
※ここからはネタバレも含む情報です。

魔のカーヴの謎
本作では魔のカーヴで次々転落死しているが、　魔のカーヴで事故を起こした人間の共通点は、広瀬世津以外は直前に、「織部の里」へ寄っている。そこで、広瀬世津によって、チョウセンアサガオやハシリドコロなどアトロピンを含む毒草を飲まされ、瞳孔が開いた状態でカーヴへ侵入し、竹林越しに見えるペンション「バンブー」の灯りや、 鵲橋の照明に目が眩んでハンドル操作を誤ってしまったのだ。